# Petricolaria dactylus
Petricolaria dactylus, nombre común petricola, es una especie de almeja de mar de la familia Veneridae. Las almejas son moluscos de la clase Bivalvia.

## Hábitat y distribución
Petricolaria dactylus es una especie perforante de sustratos como areniscas y fondos pedregosos. Es originaria de la costa este de América del Sur desde Uruguay hasta la costa atlántica patagónica.